# Бражник прозерпина
Бражник прозерпина, или бражник олеандровый малый (Proserpinus proserpina) — бабочка из семейства бражников (Sphingidae).

## Описание
Длина переднего крыла 19—20 мм. Размах крыльев — 37—42 мм. Передние крылья с волнистым краем. Фон передних крыльев зелёный, коричневый или серый, центральная перевязь обычно темнее остальной части крыла. Внешний край передних крыльев заметно изрезан. Передние крылья сероватые с зеленоватой перевязью посредине, и чёрным пятном на поперечной жилке, с размытым затемнением зеленоватого цвета вдоль внешнего края, которое прерывается посредине и на вершине. Задние крылья оранжево-жёлтого цвета с чёрной или тёмно-коричневой внешней каймой. Тело сероватое, патагии и тегулы груди — зеленоватого цвета. Усики веретеновидные.

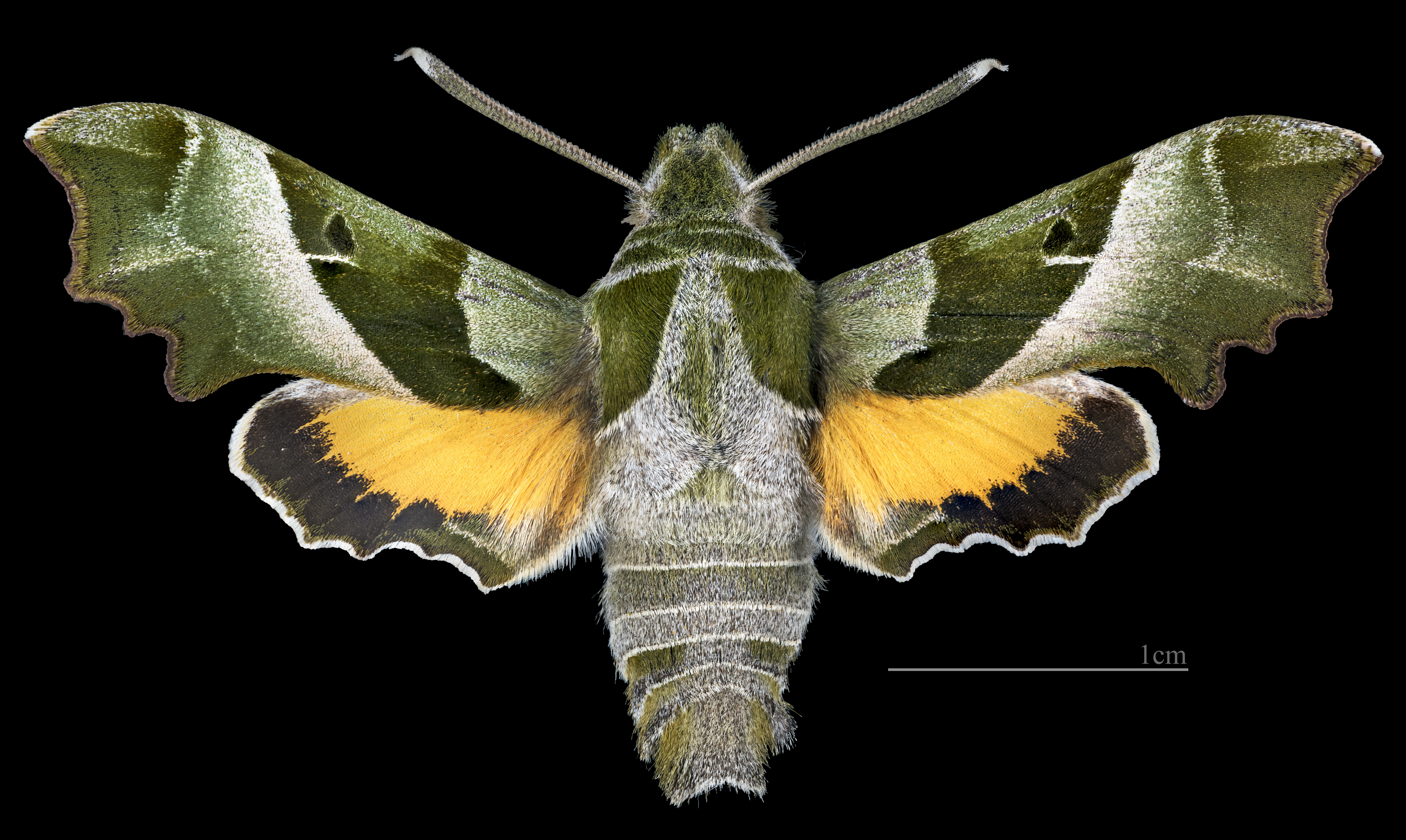
Proserpinus proserpina ♂
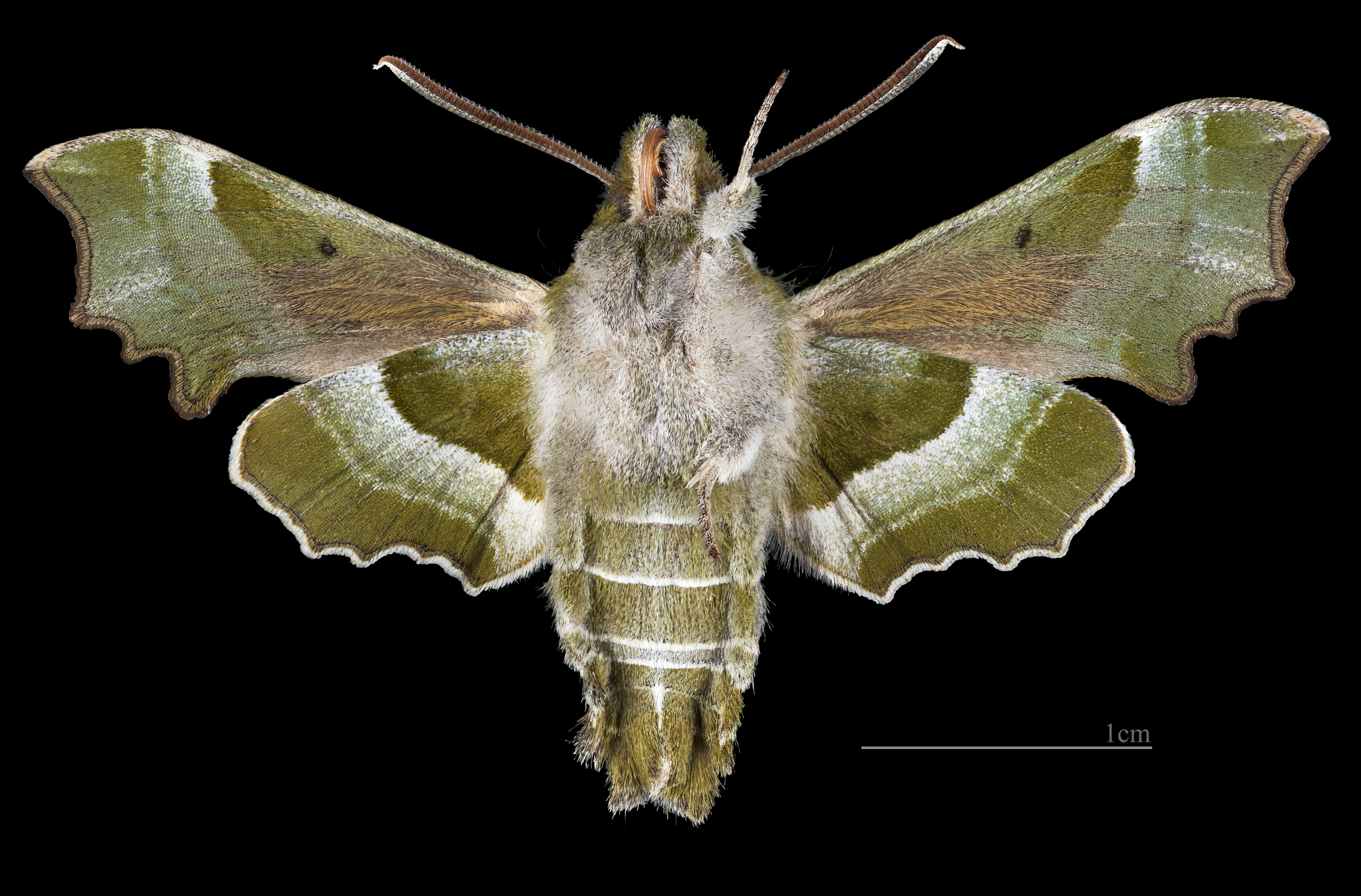
Proserpinus proserpina ♂  △
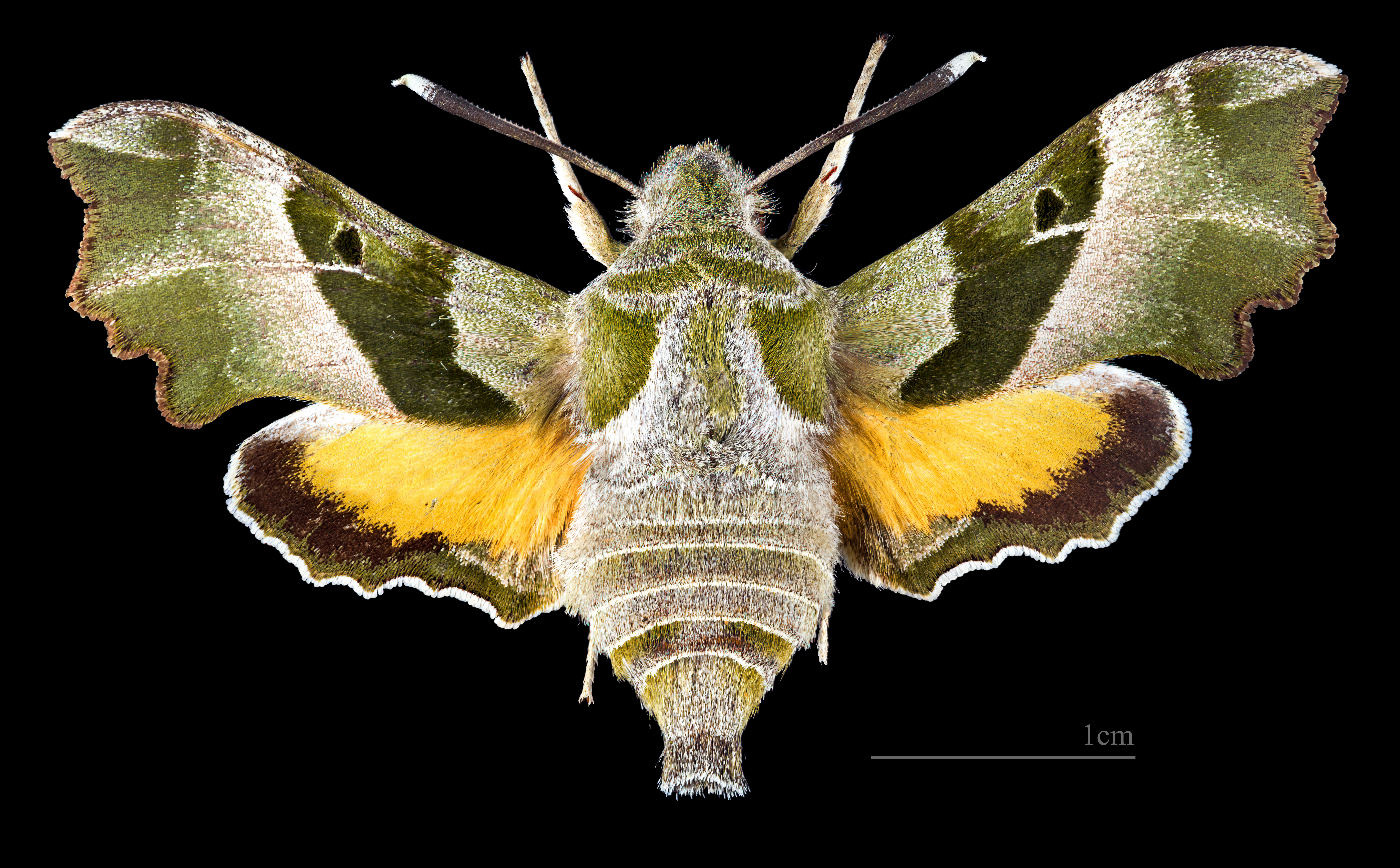
Proserpinus proserpina ♀
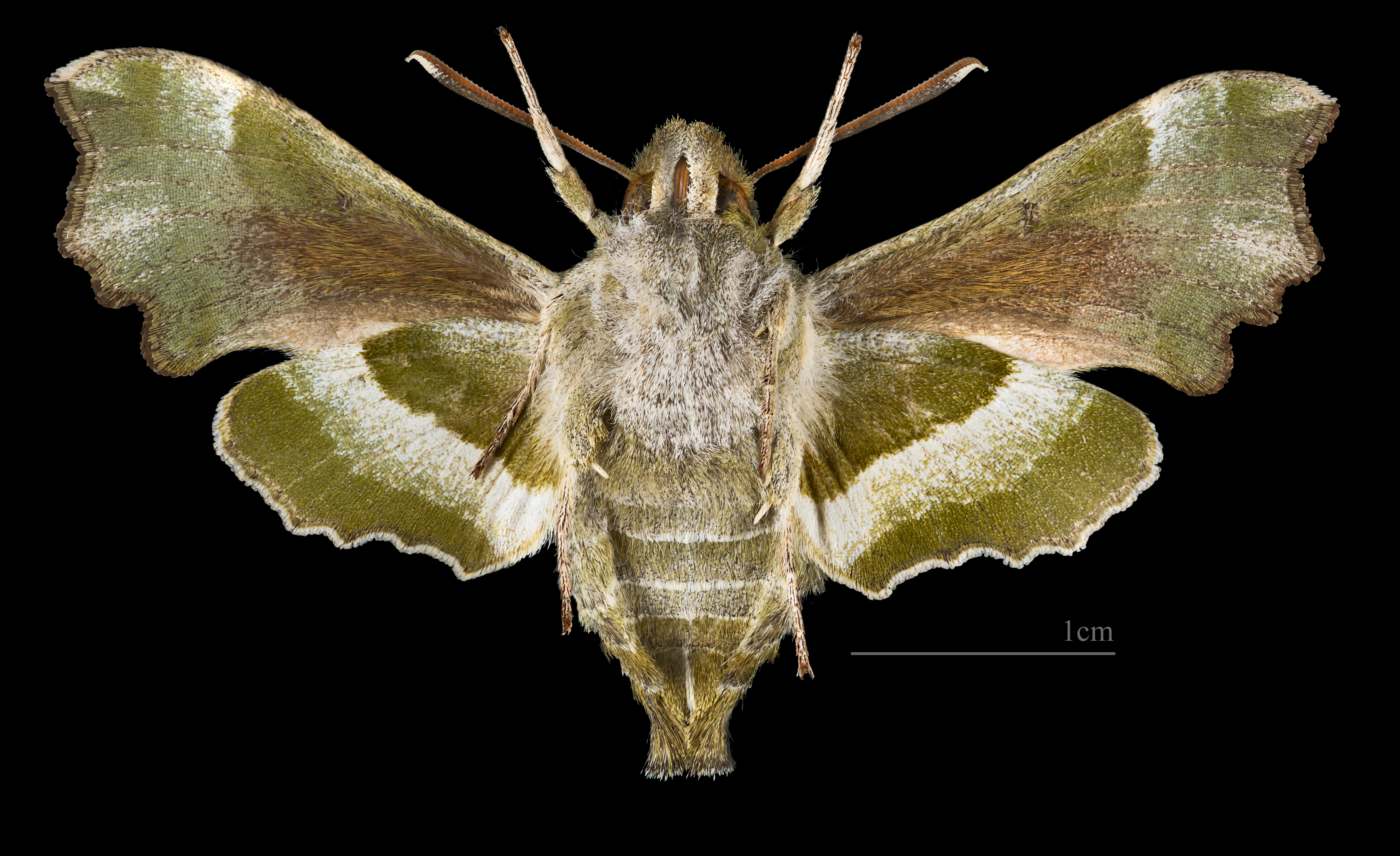
Proserpinus proserpina  ♀ △

## Ареал
Распространён в Центральной и Южной Европе, Крыму, Иране, Восточном Афганистане, Северо-Западной Африке, Северо-Западном Китае, на Кавказе, юге Западной Сибири. В России обитает на юге европейской части, в ходе миграции залетая на север.

## Время лёта

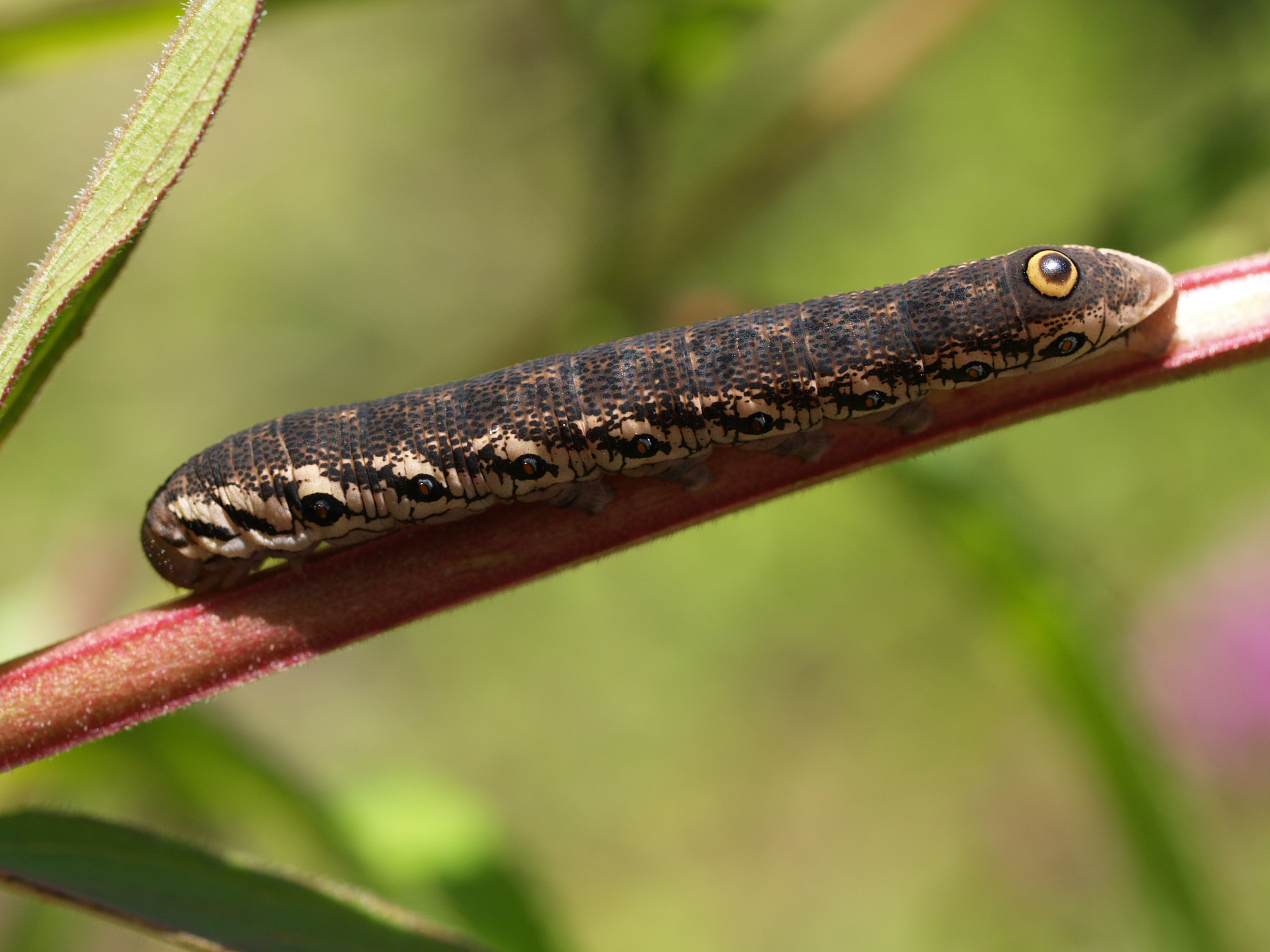
Гусеница

Одно поколение в год, время лёта — май-июль.

## Размножение
Гусеница бурого цвета, с чёрным рисунком из полос на боках. Стадия гусеницы с июля по август. Гусеницы активны ночью.
Кормовое растение гусениц — иван-чай, первоцвет и вербейник и другие из кипрейных. Окукливание в почве. Зимует куколка.

## Численность
Численность низкая.

## Охранный статус
Занесён в Красную книгу Украины и Белоруссии.